# 橋口勇馬
橋口 勇馬（はしぐち ゆうま、1862年4月13日（文久2年3月15日） - 1918年（大正7年）1月11日）は、日本の陸軍軍人。最終階級は陸軍少将。

## 経歴
薩摩藩士・橋口伝蔵の息子として、現在の鹿児島市で生れる。陸軍士官学校幼年生徒、士官生徒を経て、1883年（明治16年）12月25日、陸士（旧6期）を卒業し歩兵少尉任官、近衛歩兵第4連隊付となる。1894年（明治27年）11月、歩兵大尉に進み近衛歩兵第4連隊中隊長に就任。1897年（明治30年）5月、参謀本部出仕となる。清国差遣を経て、第5師団司令部付となり、1901年（明治34年）4月、歩兵少佐に昇進。参謀本部付、近衛歩兵第4連隊付、同連隊大隊長を務め、1904年（明治37年）1月、清国差遣となり諜報活動に従事。兼大本営付を経て、1904年7月、満州軍総司令部付となり日露戦争に出征し、馬賊を用いてロシア軍の後方攪乱を行うなどの戦功を挙げた。1905年（明治38年）3月、歩兵中佐に昇進。
1905年12月、参謀本部付となり、関東総督府付、歩兵第54連隊付を経て、1907年（明治40年）11月、歩兵大佐に進級し歩兵第62連隊長に就任した。歩兵第40連隊長を経て、1914年（大正3年）5月、陸軍少将に進み歩兵第13旅団長となり、シベリア出兵の際には満州里の居留民保護に従事した。1917年（大正6年）8月に待命となり、同年12月、予備役に編入された。

## 栄典
位階
- 1889年（明治22年）7月15日 - 従七位[8]
- 1894年（明治27年）12月18日 - 正七位[9]
- 1907年（明治40年）12月27日 - 従五位[10]
- 1917年（大正6年）12月28日 - 従四位[11]

勲章等
- 1889年（明治22年）11月29日 - 大日本帝国憲法発布記念章[12]

## 親族
- 妻 橋口ヒサ（山沢静吾陸軍中将の娘）[1]